# MVM Paksi Atomerőmű
Az MVM Paksi Atomerőmű Magyarország első és egyetlen működő atomerőműve. Építését 1966-ban határozták el, majd 1969 és 1987 között épült meg Pakson. (Nem erőművi atomreaktorok vannak még hazánkban.) Az alapkiépítéskor 1760 MW-os létesítmény napjainkban 2000 MW teljesítményű, 2014-ben Magyarország áramtermelésének 53,6%-át adta. Az erőmű 100%-ban az MVM Paksi Atomerőmű Zrt. tulajdona.

## Tervezési szempontok

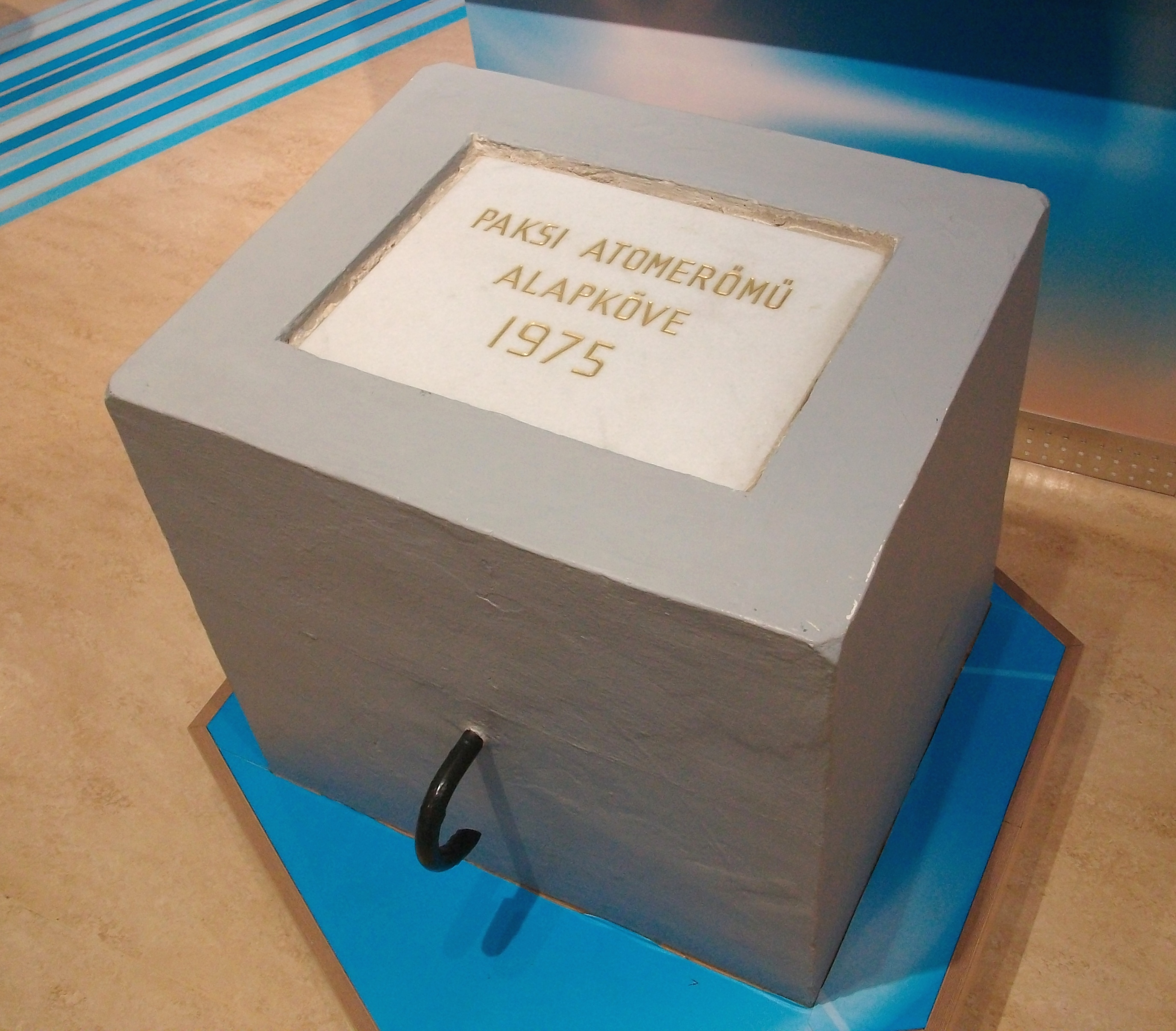
Az atomerőmű alapköve 1975-ből

A paksi atomerőmű főbejárata

Az ismert fosszilis tüzelőanyagok fokozatos kimerülésével kapcsolatban világszerte jelentkező problémakör megoldására az akkori gazdaságossági értékelések szerint a hagyományos erőművek mellett atomerőmű létesítése került előtérbe Magyarországon is.
Kézenfekvő volt, hogy az atomerőmű építése a nagy tapasztalatokkal rendelkező Szovjetunió nagymérvű közreműködésével történjék. Ezt a kooperációt államközi egyezmény biztosította, melynek alapján a Szovjetunió Magyarországnak a 440 MWe teljesítményű nyomottvizes atomreaktortípussal rendelkező atomerőmű szállítását vállalta.
A nagy hűtővízszükségletet és a későbbi bővítés lehetőségét, valamint biztonsági szempontokat is figyelembe véve, az új atomerőmű helyét Paks közelében jelölték ki, már 4000 MWe teljesítményre történő kiépítés lehetőségét tartva szem előtt.

## Földrajzi fekvés
A Dél-Mezőföld keleti peremén, Paks városától 5,5 km-re délre, a Duna jobb partján, nagyjából Dunaszentbenedekkel szemben helyezkedik el. Viszonylag közeli város (Pakson kívül) Kalocsa és Szekszárd.

## Műszaki specifikációk
A megvalósult erőmű négy, egyenként névlegesen 440 MW-os, ún. VVER 440/V 213 típusú nyomottvizes, kétkörös reaktorblokkból áll. Egy reaktorhoz két darab 220 MW-os gőzturbina tartozik. A generátorokat meghajtó gőzturbinák háromházasak, egy nagynyomású és két kisnyomású kettős áramlású házból állnak, közbenső cseppleválasztóval és túlhevítővel, két megcsapolással, kondenzációs berendezéssel. A turbinába belépő friss gőz 44 bar nyomású, 255 °C hőmérsékletű túlhevített, száraz telített gőz. A turbinacsarnok gépészete 2013–2021 között kapott teljes felújítást. Egy reaktorblokk névleges terhelés mellett egy üzemanyagtöltettel közel 7000 üzemórát működhet, ezt követően a reaktor aktív zónáját át kell rakni. (A friss, uránban legdúsabb üzemanyagrudakat annak külső harmadába helyezve, a legbelső, „kiégett” harmadát eltávolítva.)
Az atomerőmű üzemeltetése során elvégzett fejlesztéseknek (turbinák átalakítása, szekunderköri rekonstrukció, új típusú üzemanyag alkalmazása stb.) köszönhetően a blokkok teljesítménye 465 MWe, a folyamatos üzemidő csaknem 8000 óra/év lett. Később összetett átalakítási folyamatok révén a reaktorok hőteljesítményének növelését is elérték, így 2009 óta mind a négy reaktorblokk villamos teljesítménye egyenként 500-500 MW; mára az atomerőmű elektromos összteljesítménye 2000 MW, a reaktorok hőteljesítménye pedig 1485 MW. Az erőmű dolgozói számára 1973–1982 között épült paksi kishegyi lakótelep távhő-, illetve forróvíz igényének ellátására a turbinák 30-40 MW méretű hőenergia kapacitásából 15 MW teljesítmény elvonása szükséges. (2016-ban merült fel ötletként a távhővezeték kiépítése a 30 km-re elhelyezkedő megyeszékely Szekszárd lakótelepei felé is. A kivitelezésére még nem került sor.)
Az atomerőmű üzemeltetése folyamán folyékony, szilárd és gáznemű radioaktív közegek és hulladékok keletkeznek. A folyékony radioaktív közeg (víz) tisztítása kétféle: ioncserés és desztillációs eljárással történik. A gáznemű radioaktív közeget aeroszolos és adszorpciós szűrők tisztítják. A ki nem szűrhető radioaktív nemesgázok reaktorblokkonként egy-egy százméteres szellőzőkéményen keresztül jutnak a szabadba. A folyékony és a szilárd hulladékok térfogatcsökkentés után kerülnek a végleges tárolójukba.
Az erőmű frissvízhűtésű. A hűtővizet a Dunából nyerik. A reaktor biztonsági feltételei miatt háromféle hűtővízrendszer létesült:
- a kondenzátor-hűtővízrendszer
- a technológiai hűtővízrendszer és
- a biztonsági hűtővízrendszer.

A kondenzátor hűtővízrendszere nyolc hűtővízszivattyút tartalmaz, egyenként 46 800 köbméter/óra teljesítménnyel.

## A kivitelezés rövid története és a minőségi követelmények
1967 őszén született kormányhatározat a várostól délre, a Duna és Csámpa-puszta között fekvő (hajdan Magyari-puszta) területet jelölte ki helyszínnek. 1969-ben kezdődtek az erőmű tereprendezési munkálatai. Az 1970-es évek olajválsága lendületet adott az építkezésnek. Az alapkőletétel 1975-ben történt. Az első blokk üzembe helyezésének 1980-ra tervezett időpontja végül 1983-ra csúszott. Az erőmű majdani dolgozói számára 1973–1982 között épült a kétezer lakásos Kishegyi lakótelep. A homlokzatukon tulipánmotívumokkal díszített panelházak a különlegességük miatt viták tárgya lett a korabeli építész szakma és a politikai vezetés körében.
Az atomerőmű építése és szerelése mind a volumenek, mind a technikai színvonal tekintetében komoly erőpróbát jelentett a magyar építő- és szerelővállalatok számára. A csúcsidőszakban napi 1000 köbméter beton bedolgozása, a közel kétszeres térfogatsúlyú nehézbeton szigorú technológiája, a több ezer tonna rozsdamentes acél beépítése a legszigorúbb minőségi előírások betartásával, a több ezer kilométer kábel lefektetése, a fokozott tisztaságú szerelés mind olyan feladat, amelyek a tervezők, beruházók és a kivitelezők nagyfokú előkészülését, együttműködését igényelték.
A feszített ütemű kivitelezés azt jelentette, hogy az erőmű területén dolgozó összlétszám a csúcsidőszakban meghaladta a 10 ezer főt, és a szovjet tervező és gyártó cégek mellett az atomerőmű létesítésében részt vettek más KGST tagországok is és az energetikai iparág szinte mindegyik mérnökirodája, gyártó és kivitelező cége.
1997-ben megkezdték a rekonstrukciót. A biztonság növelése érdekében, a földrengésállóság növelését szolgáló munkák keretében megerősítették mindazon szerkezeteket, készülékeket, berendezéseket és csővezetékeket, amelyeknek egy, a számítás szempontjából mérvadónak elfogadott földrengés esetén épen kell maradniuk. Az átalakításokat, kiegészítéseket mind a négy blokkon és a kiegészítő rendszereken folyamatosan végezték, a nemzetközi szervezetekkel egyeztetett ütemezés szerint. A reaktorvédelmi projekt keretében az irányítástechnikai rendszert átállították a hagyományos analógról digitálisra, lehetővé téve ezzel a teljes folyamat számítógépes követését. Hasonló cserét még nem végeztek VVER 440 típusú reaktoron, ezért nagyon alapos előkészítő munka előzte meg a kezdést. Az 1. számú blokkon ez a munka 1999-ben sikeresen lezajlott és folytatódott a továbbiakban. Ekkor épült az aktívakkal azonos szabványú és felépítésű inaktív reaktort tartalmazó részleg, az üzemeltetés magas szintű szaktudást igénylő és összetett feladatainak elsajátítását segítő Karbantartó Gyakorló Központ.

## Az erőmű reaktorblokkjai
A paksi atomerőműnek négy 500 MW-os aktív blokkja van, melléjük további két 1200 MW-osat terveznek építeni.
| Reaktorblokk | Reaktortípus | Nettó teljesítmény | Bruttó teljesítmény | Kivitelezés kezdete | Hálózati szinkronizálás | Üzemkezdet          | Leállítás tervezett dátuma |
| ------------ | ------------ | ------------------ | ------------------- | ------------------- | ----------------------- | ------------------- | -------------------------- |
| Paks-1       | VVER-440/213 | 470 MW             | 500 MW              | 1974. augusztus 1.  | 1982. december 28.      | 1983. augusztus 10. | 2032                       |
| Paks-2       | VVER-440/213 | 443 MW             | 500 MW              | 1974. augusztus 1.  | 1984. szeptember 6.     | 1984. november 14.  | 2034                       |
| Paks-3       | VVER-440/213 | 443 MW             | 500 MW              | 1979. október 1.    | 1986. szeptember 28.    | 1986. december 1.   | 2036                       |
| Paks-4       | VVER-440/213 | 473 MW             | 500 MW              | 1979. október 1.    | 1987. augusztus 16.     | 1987. november 1.   | 2037                       |

## Üzemzavarok

### ANemzetközi Nukleáris Eseményskálaszerinti üzemzavarok

#### Az 1991-es rendellenesség (INES 1)
1991. július 18-án az atomerőmű egyes blokkjában 1:05-kor a reaktor nyomásmérő rendszerének egyik impulzusvezeték csatlakozásánál a kötőelem (hollander) tömítése elromlott. A bekövetkezett tömörtelenség miatt a kiáramló gőz abban a helyiségben lévő néhány mérőberendezés meghibásodását okozta, aminek következtében a reaktorvédelem működésbe lépett és a reaktort leállította. A hibafelderítés és -elhárítás érdekében a blokkot lehűtötték, és miután a helyét behatárolták, a tömörtelenséget megszüntették. A reaktort július 23-án újra bekapcsolták az országos hálózatba. Személyi sérülés és radioaktívanyag-kibocsátás a környezetbe nem történt.

#### Az 1993-as rendellenesség (INES 1)
1993. szeptember 15–16. Kisebb üzemzavart tapasztaltak, amikor az erőmű 2. számú blokkján a szokásos évi üzemanyagcsere és karbantartás folyt, amelynek során a leállított és lehűtött reaktorban termelődő maradvány hőmennyiséget, az úgynevezett természetes keringés fenntartásával folyamatosan elvezetik. 1993. szeptember 15-én az éjszakai órákban a hűtés hatékonysága átmenetileg csökkent, a reaktorban lévő hőhordozó (bóros víz) hőmérséklete az üzemviteli szabályzatban rögzítettet meghaladta. A természetes keringési állapotot helyreállították, és a szükséges hőelvonást biztosították. A készenléti biztonsági hűtőrendszerek bekapcsolására nem volt szükség. A nukleáris fűtőelemek nem károsodtak, a környezetbe radioaktív anyag nem került.

#### Az 1994-es rendellenesség (INES 1)
1994. július 14-én az atomerőmű 4. számú blokkjának az üzemzavari reaktorhűtést biztosító három biztonsági rendszere közül az egyikben tervezett karbantartást hajtottak végre, s ellenőrzéskor észlelték, hogy a második, nagynyomású üzemzavari hűtőrendszer szivattyúja olyan állapotban van, amelyben nem tudta volna maradéktalanul teljesíteni funkcióját. A maradék biztonsági rendszer azonban teljes mértékben üzemképes volt.

#### Az 1995. novemberi rendellenesség (INES?)
1995. november 8-án az atomerőmű 2-es blokkjában egy ellenőrzés során műszaki hibát fedeztek fel: a szabályozó rendszer egyik eleme, az úgynevezett szabályozó rúd beszorult, és ezért a blokkot le kellett állítani. 14-én a beszorult szabályzórúd kiemelése után megállapították, hogy idegen test – egy két centiméter hosszú rozsdamentes acéldarabka – volt a reaktorban, nehezen hozzáférhető helyen. Eltávolítása után november 20-án újraindították a leállított reaktort. A javítási munkálatok alatt 460 megawattal kevesebbet termelt az erőmű.

#### Az 1995. decemberi üzemzavar (INES 2)
1995. december 15-én a maximális teljesítménnyel működő erőmű 1. blokkjának reaktorában az egyik szabályozórúd szándékolatlanul alsó helyzetbe került. Az üzemeltető személyzet a hiba okát öt percen belül felderítette, és elhárította.
A rendellenesség során a reaktor biztonsági szintje nem csökkent, így az esemény felkerülése a hétfokozatú Nemzetközi Nukleáris Eseményskálára nem lett volna indokolt. A vizsgáló bizottság az illetékes hatósággal egyetértésben, a Nukleáris Biztonságtechnikai Felügyelettel mégis úgy döntött, hogy az eseményt a legenyhébb, 1. fokozatba sorolja. Később, az 1996-os rendellenességgel kapcsolatban végzett összehasonlító anyagvizsgálat megállapította, hogy ezt is nagy valószínűséggel a hőcserélőben hagyott zárólemezből letört fémdarabka okozta. Az összegyűjtött új ismeretanyag birtokában az Országos Atomenergia Hivatal Nukleáris Biztonságtechnikai Felügyelete az erőmű szakértőivel egyetértésben az eseményt 2. fokozatúnak, azaz üzemzavarnak minősítette a hétszintű Nemzetközi Nukleáris Eseményskálán.

#### Az 1996-os rendellenesség (INES 1)
1996. augusztus 20-án a kettes számú reaktor primer köri hűtőrendszerében egy maréknyi fémtörmeléket találtak a szokásos évi karbantartás alatt. A karbantartás idejére, augusztus elején leállított blokkot a fémtörmelék eltávolítása miatt a tervezett időnél öt nappal később, október 16-án indították újra. A később lezárult vizsgálat szerint a fémlemeztörmelékek az 1995-ös karbantartás során az egyik hőcserélőben bennmaradt ideiglenes zárólemezről kerültek be, amelyet éppen abból a célból helyeztek oda, hogy megakadályozzák az idegen tárgyak behullását. A lemez az áramlási ütközések és rezgések hatására lassan széttöredezett, eljutott a rendszer más berendezéseibe is. A karbantartások biztonságát növelő intézkedésekre került sor.

#### Az 1997. júniusi rendellenesség (INES 1)
1997. június 17-én az erőmű 1. számú blokkján, a szokásos évi nagykarbantartást követő újraindításkor rövid ideig nem tervezett üzemi állapot alakult ki. A fűtőanyagcserével egyidejűleg – biztonságnövelő intézkedések keretében – szivattyúkat telepítettek át a hagyományos, inaktív erőművi részben. A blokk újraindításának ellenőrző próbái során az áttelepített szivattyúkat az indulás után – a csapágyhűtés feltételezett hibája miatt – leállította a védelmi automatika, de kézi kapcsolással ismét indíthatók voltak. Az irányítástechnikai hiba elhárítását követően ismételt ellenőrzésekkel és sikeres próbákkal folytatták a reaktorblokk indítását.

#### Az 1997. augusztusi rendellenesség (INES?)
1997. augusztus 20-án a 3-as blokkban történt nem tervezett üzemi esemény: az új turbinaszabályzó rendszer próbái után a hat gőzfejlesztő berendezés egyikében a vízszint folyamatos növekedését észlelték, melynek eredményeként az automatikus védelmi rendszer a reaktor működését leállította. A reaktor teljesítményének szabályozását, illetve működésének leállítását végző 37 szabályozórúd egyike nem süllyedt be a reaktorba, hanem egy közbenső helyzetben megállt. Többlépcsős ellenőrzéssel feltárták, hogy a nem mozgó szabályzórúd hajtórendszerében lévő felesleges alátétdarabka okozta a reaktoron kívüli hibát. Az erőmű szakemberei ezután szétszerelték a reaktort, és alapos belső – víz alatti kamerás – vizsgálatnak vetették alá. A reaktor belsejében azonban semmilyen rendellenességet nem találtak. A hajtómű gyártója és az időszakos revíziókat elvégző cég, a pilzeni Skoda Művek emberi mulasztásában jelölte meg a hiba okát, és a Paksi Atomerőmű Rt.-nek küldött levélben vállalta a felelősséget az elkövetett szerelési hiányosságért. A több napos munka után, szeptember 4-én megindították a reaktorban a láncreakciót.

#### Az 1998. júliusi rendellenesség (INES 1)
1998. július 7-én a működésbeli fennakadás a karbantartás során történt, amikor a 3. blokk teljesítményét fokozatosan csökkentették, majd leállították a transzformátor javításával kapcsolatos munkák elvégzése érdekében. A leállítást végző 37 szabályozórúd egyike nem süllyedt be teljesen a reaktorba, hanem egy közbenső helyzetben megállt. Az üzemeltető személyzet észlelte a meghibásodást, majd elvégezték az ellenőrző mozgatási próbákat; ekkor a szabályzórúd ismét hibátlanul működött.

#### Az 1998. szeptemberi rendellenesség (INES 1)
1998. szeptember 7-én a hármas blokk sótlanvízrendszerének egyik tartályának biztonságtechnikai felülvizsgálatát készítették elő, ami a rendszerről való leválasztást jelenti. Ezután a próba során tárta fel a személyzet, hogy a 3–4. blokk kiegészítő üzemzavari tápvízrendszerének egy-egy szivattyúja is kizáródott.

#### Az 1998. novemberi rendellenesség (INES 1)
1998. november 12-én a 3. blokk a szokásos tervezett ellenőrzése során az üzemeltetési szabályzat előírásától eltérő állapotot észleltek, az egyik biztonsági befecskendező rendszer tartályában az egyik vegyszer koncentrációja a szükségesnél öt százalékkal alacsonyabb volt. A tárolótartályban a vegyszer-koncentrációt helyreállították. Hasonló módon a 4. blokkban egy másik hűtőrendszer tartályából vett vízminta vizsgálata feltárta, hogy a hűtővíz kémhatását beállító vegyszerre vonatkozó koncentrációérték is – minimális mértékben – az említett szabályzatban rögzített korlát alatt van.
A kivizsgálás szerint az előírástól eltérő állapot mindkét esetben már korábban is fennállt, ezért az üzemi eseményeket rendellenességnek minősítették, és a hét fokozatú Nemzetközi Nukleáris Eseményskálán a legalsó, 1-es fokozatba sorolták.

#### Az 1999-es rendellenesség (INES 1)
1999. március 24-én szerelési hiba történt a 2. blokk szokásos évi karbantartása során. Az üzemen kívül helyezett blokkon elvégezték a reaktor szétszerelését, majd a műveletet követő ellenőrzéseknél kiderült, hogy egy szerelési segédeszköz nem megfelelő működése folytán feleslegesen kiemeltek egy szabályozó rudazatot. Az eseménynek nem volt biztonságot érintő hatása a leállított reaktornál.

#### A 2000. márciusi rendellenesség (INES 1)
2000. március 23-án a 2. reaktor március 11-én elkezdett szokásos évi fűtőanyagcseréje és karbantartása során a robot, amely a fűtőanyagot megfogja és mozgatását végzi, az egyik hőmérséklet-érzékelő berendezés védőcsövét deformálta.
A minősítő skálán nulla fokozatot sem elérő eseményt azért minősítették első fokozatú rendellenességnek, mert a berendezésnél egy korábbi műszaki módosítás során nem tartották be maradéktalanul az illetékes hatóság követelményeit.

#### A 2000. szeptemberi rendellenesség (INES 1)
2000. szeptember 25-én az aznapi jelentés szerint az előző napokban az atomerőmű 1. és 2. blokkján a tervezett biztonságnövelő intézkedések végrehajtása során a nukleáris gőzfejlesztő rendszeren átalakításokat hajtottak végre, amelyek bizonyos üzemállapotokban az atomreaktor hűtőkörének hatékonyabb nyomáscsökkentését célozták. A munkálatok elvégzése után a hűtőrendszer egyes szivattyúinak terhelhetőségét is módosítani kellett volna, de ez késve történt meg, ami átmenetileg az engedélyezési feltételektől való eltérést jelentett.

#### A 2001-es eltérés (INES 0)
2001. június 22-én tűz ütött ki a 2. blokkban, amit az oltórendszer gyorsan lokalizált, és el is oltott. Június 29-én megállapították, hogy a vizsgálatok szerint valószínűleg hibás kábelfektetés miatt keletkezett elektromos zárlat okozta a tüzet. Az eseményt előzetesen a hétfokozatú nukleáris eseményskála előírásait figyelembe véve skála alatti, nulla fokozatú eseménynek minősítette az erőmű biztonsági szervezete.

#### A 2002. februári rendellenesség (INES 1)
2002. február 21-én a 3. blokkban kisebb rendellenességet észleltek, amelyet rövid időn belül megszüntettek. A műszaki problémát az okozta, hogy az atomerőmű 3. blokkján egy levegőcsatorna csatlakozásánál szökött a levegő, így csökkent a szellőzés, a léghűtés hatékonysága. Ennek következtében az erőművi blokk központi részét képező, vastag falú, nagy tömegű betonszerkezet néhány pontján a hőmérséklet túllépte a szokásos üzemi hőfokot. A beton hűtését az üzemeltető, karbantartó személyzet helyreállította.

#### A 2002. márciusi rendellenesség (INES 1)
2002. március 25-én a Paksi Atomerőmű 3. számú blokkjánál zárlatos lett egy nyomáshatároló szelep elektromágneses segédberendezése. Április 7-én kijavították a műszaki hibát, mely alapvetően nem befolyásolta a blokk biztonságát, de mivel ugyanitt februárban hasonló jellegű meghibásodás történt, a szakemberek az eseményt a Nemzetközi Nukleáris Eseményskála legalacsonyabb, 1-es fokozatába sorolták.

#### A 2003-as súlyos üzemzavar (INES 3)

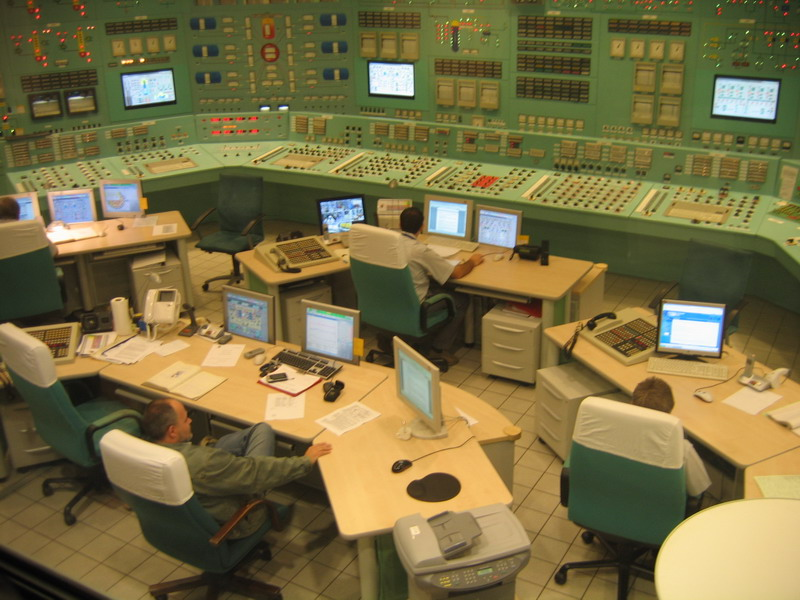
Az irányítóterem

2003. április 10-én éjszaka az erőmű 2. blokkja szellőzőkéményében radioaktív nemesgáz megjelenését észlelték a műszerek, ennek forrása egy tisztítótartály volt, amelyet ideiglenesen helyeztek el egy, a reaktor melletti aknában. A tartály a fűtőelem-kazettákon észlelt lerakódás vegyszeres eltávolítására szolgált. A tartályfedél leemelése után megállapították, hogy a tisztítótartályba helyezett 30 db üzemanyag-kazetta megsérült, deformálódott. A kazetták a tisztítótartály tervezési hibája miatt a szükségesnél kevesebb hűtést kaptak, ezért túlhevültek. Az eseményt a kezdeti információk alapján INES 2, majd a következmények megismerése után az INES 3 kategóriába sorolták a közvélemény tájékoztatását szolgáló skálán.
Az üzemzavarban a radioaktív kibocsátás az esemény hatásának leginkább kitett lakosok részére 0,13 μSv dózis volt. Ez a terhelés az éves, mindenki által elszenvedett dózis 1,5 ezreléke. Ez semmiféle egészségügyi vagy más kockázattal nem jár. Tüdőszűrés során a dózis 100–200 μSv (a készülék korszerűségétől függően), az évi természetes sugárterhelés 2400 μSv.

#### A 2005-ös rendellenesség (INES 1)
2005. április 9-én leállították az 1. blokkot tervezett karbantartásra. A blokk lehűtése folyamán fellépő rendellenességet INES 1-es fokozatba (rendellenesség) sorolták, bár az erőmű eredetileg nullás minősítést kért.

#### A 2009-es üzemzavar (INES 2)
2009. május 4-én leesett egy műszer a négyes blokk reaktorcsarnokában.

#### A 2012-es rendellenesség (INES 1)
2012. szeptember 6-án egy tolózáron végeztek előre ütemezett munkát, de az előírt írásos utasítás nem készült el időben. Ez adminisztratív eltérést jelent, amelyet az Országos Atomenergia Hivatal Nukleáris Biztonsági Igazgatóságának szakemberei a Nemzetközi Nukleáris Eseményskála (INES) 1-es, azaz legenyhébb fokozatába soroltak.

### Nemzetközi Nukleáris Eseményskála (INES) alatti üzemzavarok
Nemzetközi Nukleáris Eseményskála (INES) alatti üzemzavarokat (üzemi eseményeket) az MVM Paksi atomerőmű negyedévenként publikálja. Ezek az Országos Atomenergia Hivatal (OAH) szerint veszélyt nem jelentettek, de jelentős részük részleges vagy teljes blokk leállást eredményezett.
| Negyedév | Üzemzavarok száma |
| 2017.q1  | 5                 |
| 2017.q2  | 2                 |
| 2017.q3  | 4                 |
| 2017.q4  | 6                 |
| 2018.q1  | 3                 |
| 2018.q2  | 7                 |
| 2018.q3  | 2                 |
| 2018.q4  | 5                 |
| 2019.q1  | 2                 |

## Üzemidő-meghosszabbítás

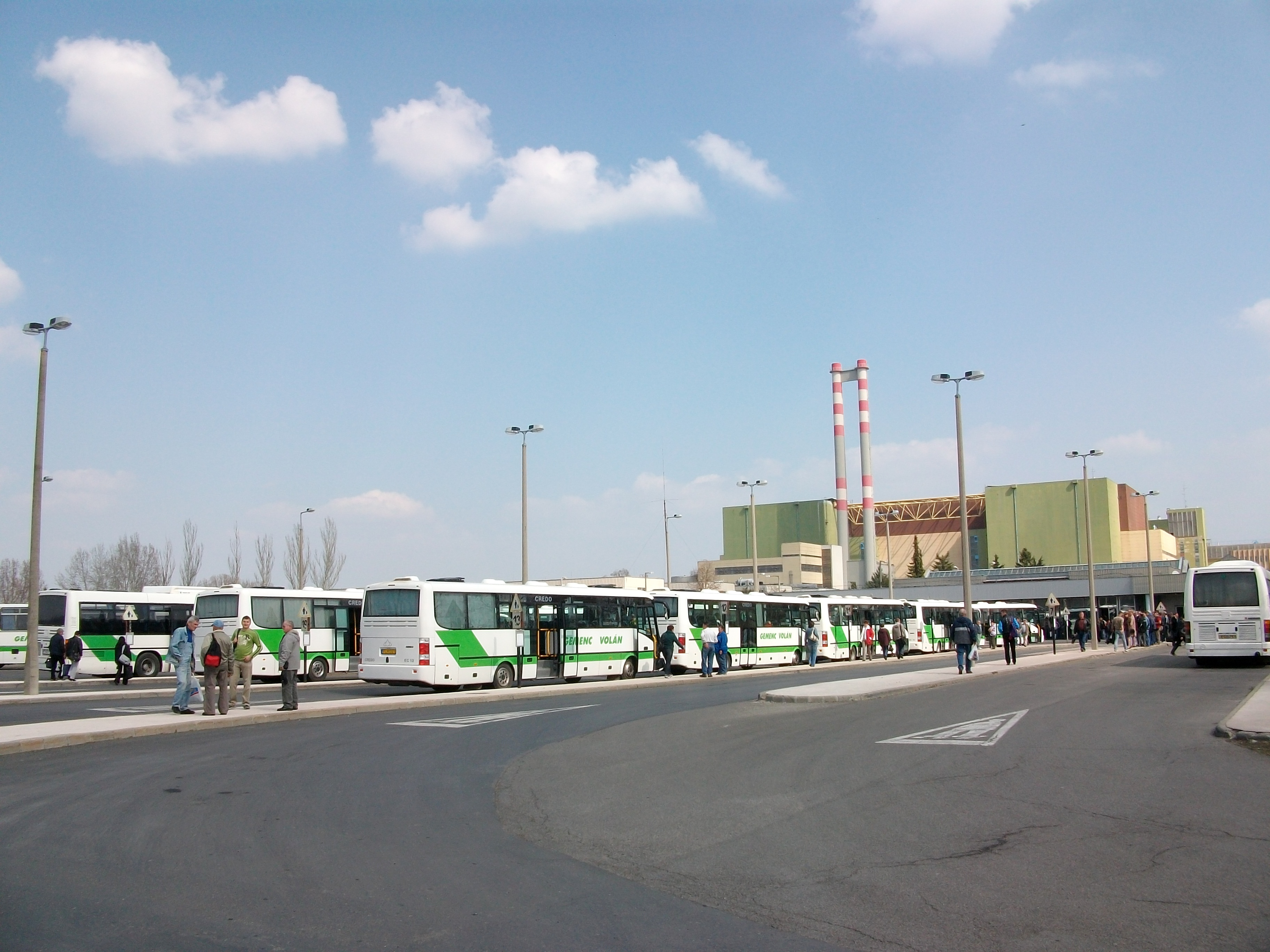
Az atomerőmű saját buszpályaudvara még a Gemenc Volán által üzemeltetett Credo és Ikarus buszokkal 2011-ben

Az erőmű üzemidejének meghosszabbítása még a Gyurcsány-kormány utolsó napjaiban merült fel, ám a részletek csak az Energiaklub által indított eljárásnak köszönhetően kerültek nyilvánosságra. A projektet a következő kormányok is napirenden tartották, ám a közvélemény továbbra is csak félinformációkat ismerhetett meg. Az üzemidő meghosszabbítása mellett szólhat, hogy ilyen mennyiségű termelői kapacitást nehéz lenne a megfelelő időben pótolni.
Az MVM Paksi Atomerőmű Zrt. 2012. december 18-án hivatalosan is megkapta az Országos Atomenergia Hivatal (OAH) engedélyét, amelynek értelmében – az évek óta sikeresen végzett előkészítő és megalapozó munka eredményeként – további húsz évig működhet az atomerőmű I. blokkja. A II. blokk 2014-ben, a III. blokk 2015-ben, a IV. blokk pedig 2017-ben kapta meg a hosszabbítási engedélyt.

## Bővítés
A paksi atomerőmű bővítése, helyettesítése (Paks 2) hosszabb ideje felmerült, de az Orbán Viktor és Vlagyimir Putyin orosz elnök által 2014. január 14-én aláírt atomenergetikai együttműködési megállapodással vált konkrét tervvé[1]. 2014. február 6-án az Országgyűlés jóváhagyta a paksi atomerőmű bővítéséről szóló törvényt.
A megállapodás szerint a Roszatom két VVER (AES-2006) 1200 MW teljesítményű, 3+ generációs atomerőművi blokkot épít a korábbi erőmű mellett.[3] A beruházás becsült költsége 12 milliárd euró (megközelítőleg 5000 milliárd forint) az elengedhetetlen csatlakozó beruházások és a hulladékkezelés költségei nélkül [5]. A költségeket 80%-ban az Oroszország által biztosított 30 éves futamidejű államközi hitelből, 20%-ban magyar önerőből fedezik. Az erőműépítést a kormány közbeszerzés nélkül a Roszatomnak ítélte és a bővítésre vonatkozó adatokat 30 évre titkosította a magyar kormány. Az Európai Bizottság 2017-ben, hosszas vizsgálat után jóváhagyta a paksi bővítést.

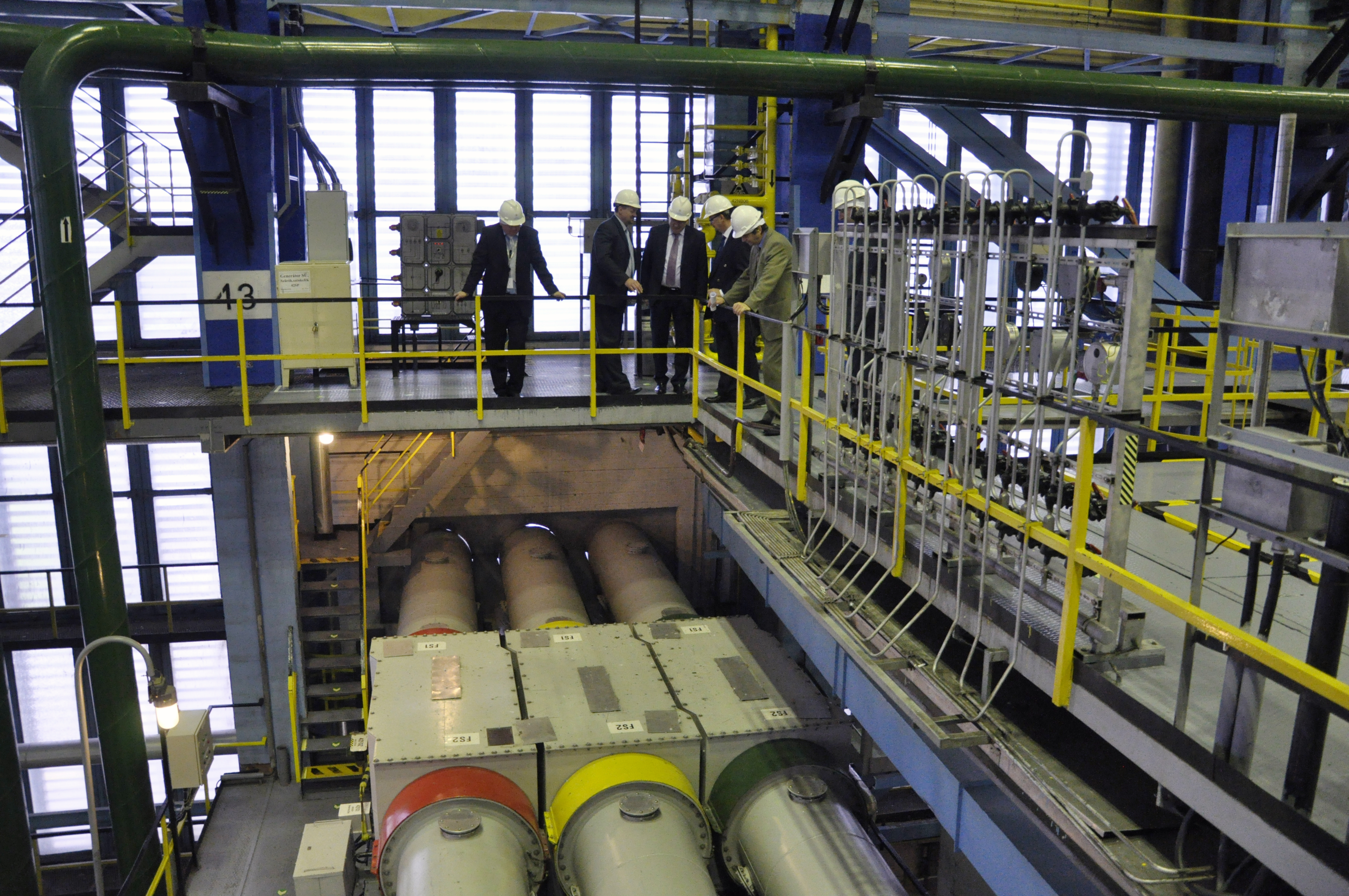
Megbeszélés a turbinacsarnokban

Az erőmű építése melletti fő érv Magyarország villamosenergetikai kiszolgáltatottsága: teljes felhasználás 31,59 százaléka származott villamosenergia importból 2018-ban. A (fennmaradó) magyarországi termelés közel fele a paksi atomerőmű korábbi blokkjaiból származik melyek az üzemidő hosszabbítás után 2032 és 37 között terv szerint leállnak. Az erőmű bővítésével kapcsolatos további érvek között szerepel az atomenergia olcsósága és az üvegházhatású gázok relatív csekély kibocsátása.
Az ellenzők szerint azonban kérdéses, hogy valójában mennyire olcsó az atomenergia által előállított áram, amikor a projekt költségei sem ismertek jelenleg, emellett a bővítésre költött összeg felemészti azokat a forrásokat, melyek az esetleges alternatívák, mint például a megújuló energiaforrások kihasználását segítenék elő. Egy 2011-es felmérés szerint a magyar lakosság többsége – noha a paksi atomerőmű működését alapvetően biztonságosnak tartja –, ellenzi a tervezett bővítést. A fukusimai atomerőmű-baleset jelentősen csökkentette a nukleáris energia elfogadottságát Magyarországon is.
2017. április 26-án, éppen a csernobili atomerőmű-katasztrófa 31. évfordulóján, Orbán Viktor miniszterelnök kezdeményezésére Süli Jánost, Paks polgármesterét, a Paksi FC elnökét Áder János államfő az atomerőmű beruházásáért felelős miniszterré nevezte ki. Süli János korábban egy ideig az erőmű vezérigazgatója volt.

### Magyar–orosz szerződések a bővítésről
Egy 2009-es országgyűlési határozat és a 2013-ban elfogadott Nemzeti Energiastratégia 2030 alapján 2013. január 31-én tárgyalások kezdődtek egy államközi szerződésről Magyarország és Oroszország között. A tárgyalások eredményeképpen 2014. január 14-én Orbán Viktor magyar miniszterelnök és Vlagyimir Putyin orosz államfő megállapodott a Paksi Atomerőmű bővítéséről. A megállapodást Németh Lászlóné nemzeti fejlesztési miniszter és Szergej Kirijenko, a Roszatom elnöke írta alá Moszkvában. Az aláírt szerződések (összesen négy darab) közül egy államközi, három pedig kormányközi szerződés; utóbbiak a két új erőművi blokk kivitelezésére, üzemeltetésére, illetve üzemanyaggal történő ellátására vonatkoznak.
Az új blokkok magyar állami tulajdonban lesznek. Az első új blokk átadására legkorábban 2026-ban kerülhet sor. Az elhasználódott fűtőelemek elszállítását az orosz fél az átadástól számított 20 évig vállalja.

## Az atomerőmű újsága
Az Atomerőmű című újság a paksi atomerőmű 36 000 példányban megjelenő ingyenes kiadványa, amelyet a munkavállalók mellett a környékbeli településeken élők kapnak meg. Az 1978-ban üzemi lapként, Atomerőmű építői címmel indult folyóirat 1987-től Paksi Atomerőmű, majd 1990-től mai címével megjelenő havilap 2016 szeptemberében jelentősen átalakult, modernizálódott, azóta magazinként jelenik meg, 60 oldalon. Az újság az atomerőműhöz, atomenergetikához kapcsolódó cikkeken, ismeretterjesztésen, propagandán túl a helyi, környékbeli értékek bemutatását tűzte célul.

## Atomenergetikai Múzeum
A 2010-ben megnyílt Atomenergetikai Múzeum betekintést enged az atomenergetika általános és konkrétan a Paksi Atomerőmű történetébe. 2000 m²-en mutatja be az atomerőmű működése során használt berendezéseket, világhírű tudósok relikviáit, és helyet ad időszaki kiállításoknak is. Családi és iskolai vetélkedők, közönségtalálkozók, óvodapedagógiai program, kihelyezett fizikaórák, fizikaverseny, múzeumi tábor egészítik ki a kínálatát.

## Érdekességek
- A kenguru (1975) című film egyes jeleneteit az atomerőmű építkezésén forgatták. A film alapjául szolgáló Bertha Bulcsu-regényben Varjú István ZiL-130 típusú teherautójával hetente egyszer U elemeket szállít az erőmű építkezésére. (A filmben Gálffi László alakítja.)
- Az erőmű 2010-ben megkapta a Magyar Sakkszövetség és a Sakk-kultúráért Alapítvány kuratóriuma által alapított Caissa lovagja kitüntetést.[37]